# 深湛铁路
深圳至湛江铁路，简称深湛铁路，是位于中华人民共和国广东省境内的铁路，为“八纵八横”高速铁路主通道中沿海通道的重要组成部分。线路东起深圳的西丽站，途经东莞市、广州市、中山市、江门市、阳江市、茂名市，西止于湛江西站，沿途设置22座车站，正线全长484公里，最高時速可达250km/h，预计全线建后由深圳前往湛江需时在3.5小时以内。
深湛铁路由分属四个项目的四段铁路组成，即由深圳至江门铁路、深圳至茂名铁路江门至茂名段、实施电气化改造的茂名至湛江铁路茂名至黄略段以及湛江东海岛铁路黄略至湛江西段组成。深湛铁路江湛段于2018年通车，并于深江铁路建成之前与广珠城际铁路江门支线贯通运行，旅客可从湛江、茂名、阳江乘坐动车组列车出行，结束粤西三市不通高铁的历史。广州至湛江的铁路运行时间也由8小时缩短至3小时左右。

## 建设历史

### 茂湛段
茂湛段2009年3月21日动工兴建，2013年12月28日建成通车。包括：
- 实施电气化改造的茂湛铁路茂名至黄略段
- 新建湛江东海岛铁路黄略至湛江西（客站）段，双线电气化客货共线铁路，长为17.56公里，设计速度200公里/小时。

2018年4月14日起，深湛铁路江门至湛江段分阶段开展联调联试，其中包括新会至电白、电白至湛江西段。
2018年5月8日，电白至湛江西站段联调联试开始，当日早上7时40分，热滑（即带电运行）检测列车首次开进湛江西客站。
2018年5月10日凌晨，第一组动车组测试车DJ55101次列车从广州南站开出，正式开始信号调试，上午8时30分列车到达湛江高铁西客站，全程3个小时。
2018年5月28日起，包括本段的深湛铁路江湛段开始试运行。
2018年7月1日起，包括本段的深湛铁路江湛段开通运营。
2018年7月1日起调整的铁路列车运行图，有4对普速列车改在电气化改造工程完成后的深湛铁路茂湛段运行，分别是Z201/202次列车（北京西至三亚）、K511/512次列车（上海南至海口）、Z112/113、Z114/111次列车（哈尔滨西至海口）及Z384/385、Z386/383次列车（长春至三亚）。

### 江茂段

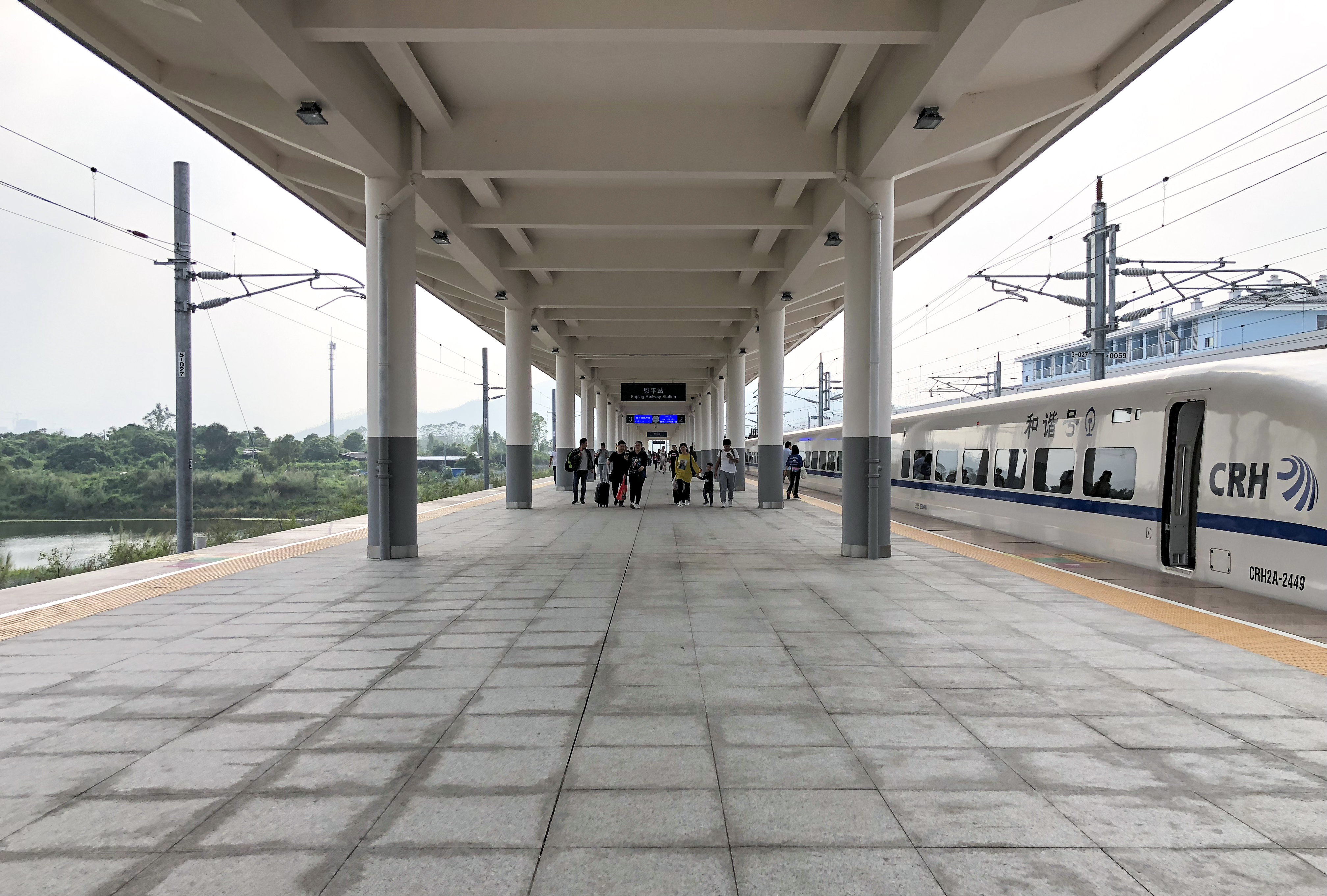
列車CRH2A停靠江門市恩平站

2014年4月21日，《關於新建深圳至茂名鐵路江門至茂名段可行性研究報告》獲得中華人民共和國國家發展和改革委員會批覆。
2014年7月，江茂段动工，全长265公里，设计时速200公里。正线设65座特大桥、20座隧道，13个客运站，沿途设有全球首例高速铁路拱形全封闭声屏障，屏障全长2036米，距离新会小鸟天堂景区的核心区只有八百米。
2016年3月30日，開始架樑。同年9月28日新台隧道實現貫通。
2017年5月，潭江特大橋實現貫通，跨度256米。
2018年4月14日，江茂段開始聯調聯試；5月28日，江茂段并入茂湛段開始試運行，对外公布名称为江湛铁路。
2018年7月1日，包括本段的深湛铁路江湛段开通运营。开通初期将安排新开行旅客列车30对，分别是广州南至湛江西20.5对（其中日常运行线16.5对、周末运行线2对、高峰运行线2对）、佛山西至湛江西5.5对（其中日常运行线4.5对、周末运行线1对）、广州南至茂名3对，深圳北至湛江西1对。另外还有3对既有动车组列车也延长至深湛铁路运行，分别是长沙南至湛江西的高速动车组列车1对、上海虹桥至湛江西的卧铺动车组列车1对和北京西至湛江西的卧铺动车组列车1对。
2020年11月15日，江門站投入使用。
2021年4月10日，因應列車運行圖調整，現有廣州南至湛江西之旅客列車调整使用车次，以湛江西站始发终到的动车组车次号改为C69XX，以茂名站始发终到的动车组车次号改为C72XX，以阳江站始发终到的动车组车次号改为C77XX。

### 深江段

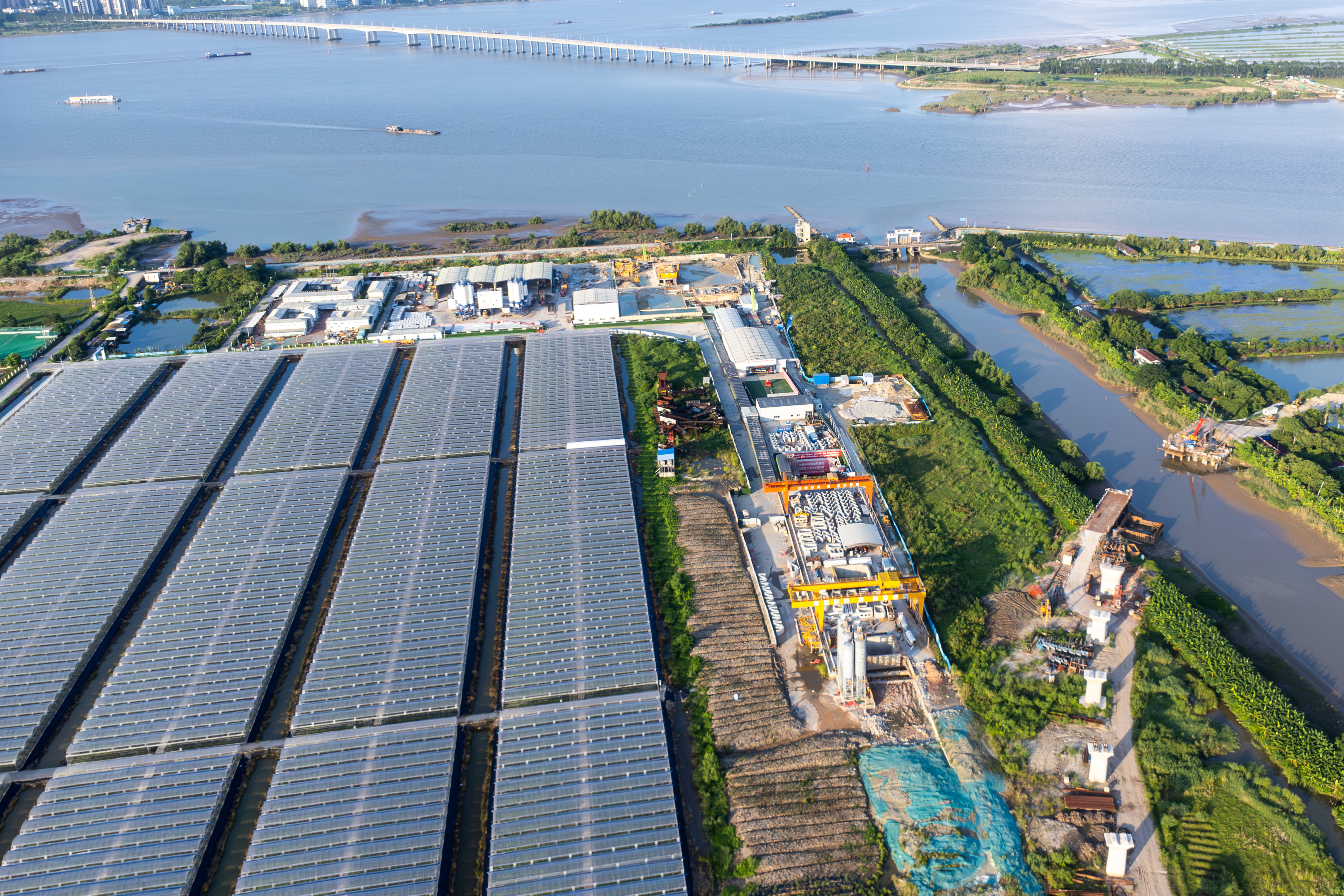
珠江口隧道工地

深江段全长116.309公里，设计时速250公里，西丽至南沙段200公里/小时，其中桥梁69.295公里，隧道45.2公里（含地下站长度），新建线路桥隧比例98.4%。深茂铁路自深圳西丽站引出，至珠西枢纽江门站。全线设置7个车站，分别为西丽、深圳机场东、东莞滨海湾、南沙、中山北、横栏、江门共7座车站，其中西丽、深圳机场东为地下站，东莞滨海湾、南沙、中山北、横栏为高架站，江门站为地面站，西丽站纳入西丽至光明城项目建设。另新建广珠城际铁路中山站至深江铁路深圳方向联络线引入，对既有中山站进行改扩建。同时，该段将建设一条隧道穿越珠江口，预计2028年3月竣工通车。
深江段因设计方案出现问题，建设一度延迟，至2017年9月，中国铁路总公司、广东省人民政府对该段作出可行性研究审查，然而未取得相关批复，主要原因是中山段线站位方案正研究完善，尚未公布明确。
2018年1月，广东省第十三届人大一次会议江门代表团审议省政府工作报告期间，有广东省人大江门地区代表指出，深茂铁路深圳至江门段应在年内尽快动工。
由于深圳方面的争取，深圳市内的机场北调整到机场东，深圳意图建设空铁联运的枢纽，但是目前只是同意了中间站的定位，并未支持深圳方面希望的始发终到功能，而始发站也由深圳北站，调整到规划中的深圳西丽站，另外修建深圳机场东站到深圳北站的联络线。
2020年3月7日，国铁集团、广东省人民政府联合批复了《新建深圳至江门铁路可行性研究报告》（铁发改函〔2020〕77号文）。7月2日，深江段先行段工程珠江口隧道正式开工建设。
2020年7月7日，广州公共资源交易中心发布中标公告，深圳至江门铁路珠江口隧道段施工总承包SJSG-1、SJSG-2标段，分别由中铁十四局集团有限公司、中铁隧道局集团有限公司中标，总造价分别为13.91亿元、19.97亿元。
2021年3月初南沙站正式开工建設。2021年12月24日和25日，“深江1号—醒狮”和“大湾区号”分别于东莞虎门和广州万顷沙顺利始发，中国最深海底隧道珠江口隧道正式掘进，该段建成后，南沙到东莞预计只需4分钟。
2022年5月28日，“深江1号”盾构机掘进至第200环，累计掘进400米，标志着深江铁路珠江口隧道第一标段由盾构试掘进正式转入全速掘进模式，即将开启“穿海”之旅。9月下旬，广东省交通厅批复线路初步设计。10月9日，深圳至江門高速鐵路正式開工建設。
2023年2月16日，深圳段首桩正式开钻，主体工程进入实质性施工阶段。
截至2024年2月，全长13.69公里的珠江口隧道已完成掘进约7.103公里。

## 车站及接驳路线
| 车站名称   | 里程 | 所在区域 | 所在区域 | 启用日期       | 连接铁路                                        | 城市轨道交通换乘路线                                        |
| ---------- | ---- | -------- | -------- | -------------- | ----------------------------------------------- | ----------------------------------------------------------- |
| 深湛铁路   |      |          |          |                |                                                 |                                                             |
| 深江段     |      |          |          |                |                                                 |                                                             |
| 西丽       | 0    | 深圳市   | 南山区   | 建设中         | 平南铁路 深汕高速铁路 京港高速铁路 深惠城际铁路 | 深圳地铁13号线 深圳地铁15号线 深圳地铁27号线 深圳地铁29号线 |
| 深圳机场东 | 16   | 深圳市   | 宝安区   | 建设中         | 深大城际铁路                                    | 深圳地铁1号线 深圳地铁12号线 深圳地铁20号线                 |
| 东莞滨海湾 | 37   | 东莞市   | 虎门镇   | 建设中         |                                                 | 东莞轨道交通2号线                                           |
| 南沙       | 55   | 广州市   | 南沙区   | 建设中         | 南沙港铁路                                      | 广州地铁15号线 广州地铁18号线                               |
| 中山北     | 81   | 中山市   | 石岐街道 | 2011年1月7日   | 广珠城际铁路                                    |                                                             |
| 横栏站     | 94   | 中山市   | 横栏镇   | 建设中         |                                                 |                                                             |
| 江门       | 117  | 江门市   | 新会区   | 2020年11月15日 | 广珠铁路 广珠城际铁路江门支线 南珠高速铁路      |                                                             |
| 江茂段     |      |          |          |                |                                                 |                                                             |
| 双水镇     | 132  | 江门市   | 新会区   | 2018年7月1日   |                                                 |                                                             |
| 台山       | 154  | 江门市   | 台山市   | 2018年7月1日   |                                                 |                                                             |
| 开平南     | 168  | 江门市   | 开平市   | 2018年7月1日   |                                                 |                                                             |
| 恩平       | 202  | 江门市   | 恩平市   | 2018年7月1日   |                                                 |                                                             |
| 大槐       | 222  | 江门市   | 恩平市   | 未启用         |                                                 |                                                             |
| 阳东       | 240  | 阳江市   | 阳东区   | 2018年7月1日   |                                                 |                                                             |
| 阳江       | 265  | 阳江市   | 江城区   | 2018年7月1日   |                                                 |                                                             |
| 阳西       | 301  | 阳江市   | 阳西县   | 2018年7月1日   | 广湛高速铁路                                    |                                                             |
| 马踏       | 334  | 茂名市   | 电白区   | 2018年7月1日   | 广湛高速铁路                                    |                                                             |
| 电白       | 358  | 茂名市   | 电白区   | 2018年7月1日   |                                                 |                                                             |
| 茂名       | 382  | 茂名市   | 茂南区   | 1991年5月3日   | 广茂铁路                                        |                                                             |
| 茂湛段     |      |          |          |                |                                                 |                                                             |
| 吴川       | 407  | 湛江市   | 吴川市   | 2018年7月1日   | 广湛高速铁路                                    |                                                             |
| 湛江西     | 474  | 湛江市   | 麻章区   | 2018年7月1日   | 粤海铁路 东海岛铁路                             |                                                             |

## 票价问题
江湛段的车票于2018年6月29日18时起开始发售，开通初期将分时段、运行时间等实行九五、八五、七五折三种折扣票价（动卧列车除外），其中新會至湛江西二等座最低票价为161元人民币，广州南至湛江西为206元人民币。然而有民众质疑其票价高昂，较廣州南往廣西、福建方向的动车组列车更貴（广州南至湛江西平均每公里0.6元左右，而广州南至南寧、廈門平均每公里仅0.3元左右），为此呼籲相关部门公開此条线路的定價標準。票价高昂的江湛段列车更被当地民众戏称为“水鱼号”。后广东省发展改革委发文称，根据2018年5月1日起实施的《广东省定价目录（2018年版）》，“省内地方国企全资、控股铁路、地方国企和央企各占50%股权铁路传统旅客列车硬座、软座、硬卧、软卧以及高铁动车组一、二等座票价率”退出定价目录，实行市场调节价管理。因此深湛铁路的具体票价由企业根据经营成本、市场供求和竞争状况、社会承受能力等依法自主制定。另据2015年12月23日国家发改委发布的《关于改革完善高铁动车组旅客票价政策的通知》，自2016年1月1日起，动车组列车票价由铁路总公司自行定价。

## 事故
2024年12月4日23时许，深湛铁路深江段位于深圳市宝安区洲石路的工地突发地面坍塌，造成13名作业人员失联。